# آر جاي سايلر
آر جاي سايلر (بالإنجليزية: RJ Cyler)‏ مواليد 21 مارس 1995 في جاكسونفيل، الولايات المتحدة، هو ممثل أمريكي بدأ مسيرته الفنية سنة 2013.

## الأعمال

### أفلام
- أنا وإيرل والفتاة المحتضرة
- باور رينجرز
- آلة حرب
- كل شيء، كل شيء
- الفتى الأبيض ريك

### مسلسلات
- نائب المدير (2016) (بدور: لوك براون)

## الجوائز
| السنة | الجائزة                | النتيجة | مرجع. |
| ----- | ---------------------- | ------- | ----- |
| 2017  | جائزة اختيار المراهقين | رُشِّح     | [ 2 ] |

## روابط خارجية
- آر جاي سايلر على موقع IMDb (الإنجليزية)
- آر جاي سايلر على موقع ألو سيني (الفرنسية)
- آر جاي سايلر على موقع أول موفي (الإنجليزية)
- آر جاي سايلر على موقع قاعدة بيانات الفيلم (الإنجليزية)
- آر جاي سايلر على موقع كينوبويسك (الروسية)